# Heptathela hunanensis
Heptathela hunanensis SONG & HAUPT, 1984 è un ragno appartenente al genere Heptathela della famiglia Liphistiidae.
Il nome del genere deriva dal greco ἐπτά, heptà, cioè 7, ad indicare il numero delle ghiandole delle filiere che possiedono questi ragni, e dal greco θηλή, thelè, che significa capezzolo, proprio ad indicare la forma che hanno le filiere stesse.
Il nome proprio deriva dalla provincia di Hunan, nella Cina meridionale e dal suffisso latino -ensis, che significa: presente, che è proprio lì.

## Caratteristiche
Ragno primitivo appartenente al sottordine Mesothelae: non possiede ghiandole velenifere, ma i suoi cheliceri possono infliggere morsi piuttosto dolorosi.
Questa specie è simile alla H. cucphuongensis, rinvenuta in Vietnam: in entrambe le specie, infatti, le spermateche mediane si fondono in una sola struttura; tuttavia la H. hunanensis è distinguibile dall'altra in quanto ha le bursae laterali con le basi.

## Distribuzione
Rinvenuta nella contea di Qianyang, della provincia di Hunan, nella Cina meridionale.